# Perzów
Perzów (deutsch Perschau) ist ein Dorf und der Sitz der gleichnamigen Landgemeinde in Polen. Der Ort liegt im Powiat Kępiński der Wojewodschaft Großpolen.

## Geschichte
Der Ort entstand in der Neuzeit.
Perschau gehörte von 1818 bis 1920 dem schlesischen Landkreis Groß Wartenberg an. Das heutige Gemeindegebiet gehörte zum Ostteil des Kreises, der infolge des Versailler Vertrags vom Deutschen Reich an das wiedergegründete Polen abgetreten werden musste.
Im Jahr 1921 gab es in der Gemeinde Perzów im Powiat Kępno 36 Häuser mit 195 Einwohnern, 111 hielten sich für deutscher und 84 für polnischer Nationalität, 127 waren römisch-katholisch, 68 evangelisch. Im Gutsgebiet (damit im Vorwerk Nieproschin) gab es 4 Häuser mit 142 Einwohnern, davon 122 römisch-katholische Polen und 20 evangelische Deutsche.
Beim Überfall auf Polen 1939 wurde das Gebiet von den Deutschen besetzt und dem Landkreis Kempen im Reichsgau Wartheland zugeordnet.
Von 1975 bis 1998 gehörte Perzów zur Woiwodschaft Kalisz.

## Verkehr
Perzów hatte einen Bahnhof an der Bahnstrecke Herby–Oleśnica, im Ortsteil Gęsia Górka gab es einen weiteren.

## Gemeinde
Zur Landgemeinde Perzów gehören neun Schulzenämter: